# Spulerina simploniella
Spulerina simploniella (tên tiếng Anh: Bark Miner - sâu ăn vỏ cây) là một loài loài bướm thuộc họ Gracillariidae. Loài này có ở châu Âu.
Loài này bay từ tháng sáu tới tháng bảy tùy địa điểm.
Ấu trùng ăn vỏ các loài sồi và bạch dương.